# 岩尾豊
岩尾 豊（いわお ゆたか、1917年〈大正6年〉12月12日 - 1988年〈昭和63年〉8月17日）は、昭和時代戦後の政治家。熊本県八代市長。熊本県議会議長。

## 経歴
熊本県八代郡坂本村（現八代市）出身。岩尾岩次郎の養子となる。1942年（昭和17年）京都帝国大学経済学部を卒業する。
1947年（昭和22年）から熊本県議会議員を5期務め、1959年（昭和34年）6月、同議長を経て、1967年（昭和42年）から八代市長に5選した。
ほか、熊本県バレーボール協会副会長、同県観光連盟会長、同県畜産販売農業協同連合会副会長、同県養蚕販売農協連合会監事、八代郡畜産農協組合長などを歴任した。

## 栄典
勲章等
- 1988年（昭和63年） - 勲三等旭日中綬章[2]

## 親族
- 養父 岩尾岩次郎（上松求麻村長）